# Motike (Republika Serbska)
Motike (cyr. Мотике) – wieś w Bośni i Hercegowinie, w Republice Serbskiej, w mieście Banja Luka. W 2013 roku liczyła 2475 mieszkańców.